# Nemški inštitut za standardizacijo
Nemški inštitut za standardizacijo (nemško Deutsches Institut für Normung e.V, kratko DIN) je nemški nacionalni inštitut za standardizacijo, ki pripravlja standarde DIN.
Standardi DIN so predpisi za dimenzije in lastnosti tehničnih materialov. Pogovorno je tudi označitev za Deutsch Industrie-Norm - nemški industrijski standard (DIN).
Standardi DIN olajšujejo postopke pri naročanju, kupovanju in izdelavi na vseh tehničnih področjih. Za vsak material (strojni, gradbeni, papirni, elektrotehnični, fotografski itd.) obstajajo standardi DIN s številčnimi oznakami, ki potem razčlenjujejo različne tehnične, fizikalne in druge lastnosti materiala, polizdelka ali izdelka.
V novejšem času DIN standarde zamenjujejo standardi ISO in Evropski standardi EN.